# Амалананда Гош
Амалананда Гош (англ. Amalananda Ghosh 3 березня 1910 — 25 серпня 1981) — індійський археолог, фахівець з прадавніх цивілізацій Індії. Нагороджений урядовою нагородою Падма Шрі в 1962 році.

## Біографія
Народився в місті Варанасі. Вивчав археологію в Аллахабаді та інституті Археології при Лондонському університеті. З 1937 року працював в Археологічній службі Індії та очолював її з 1953 по 1968 роки. Брав участь в розкопках або керував ними в Пачмархі, Біканері, Брахмагірі, Маскі, Таксилі, Арікамеду, Хараппі. Він вів розкопки на ділянках долини Інду і долини Гхаггар. Гош зміг простежити зміну культур Хараппі і визначив час появи аріїв в цій місцевості, а також з'ясував деталі про походження цивілізації Хараппі. У 1950 році завдяки Гошу були організовані систематичні розкопки вздовж русла висохлої річки Сарасваті і за кілька місяців роботи він виявив близько 70 ділянок, на 15 з яких були знайдені предмети старовини. У 1958 році в Індії був прийнятий Закон про охорону стародавніх пам'ятників і місць археологічних розкопок і подальші роботи проводилися під егідою Міністерства культури Індії.
Організував Службу охорони храмів і Доісторичний відділ, а також археологічну школу. Був головним редактором журналу «Ancient India». У 1954 році ініціював створення журналу «Indian Archaeology», в якому виходили публікації про проведення археологічних робіт на території Індії. За його участю в 1960 році пройшла реорганізація департаменту археології Непалу. Після закінчення роботи в Археологічній службі в 1968 році працював консультантом ЮНЕСКО при уряді Катару, в Бахрейні, в Саудівській Аравії (1968—1969) і Ємені (1970). Пішовши у відставку, емігрував в США, де помер в 1981 році.

## Особисте життя
Був одружений з Судха Гош, мав двох дітей, Супарну і Асіма. Син Асім (нар. 1947) був генеральним директором Vodafone Idea Limited з 1998 по 2009 роки і виконавчим директором канадської компанії Husky Energy з 2010 року.

## Публікації
- Ajanta murals; an album of eighty-five reproductions in colour. — New Delhi : New Delhi, Archaeological Survey of India, 1967. — 71 с.[6]
- The city in early historical India. — Indian Institute of Advanced Study, 1973. — 98 с.[7]
- An Encyclopaedia of Indian archaeology / E.J. Brill. — New York : Leiden, 1990. — ISBN 9789004092648.[8]
- A guide to Nālandā. — Manager of Publications, 1950. — 51 с.
- B. M. Pande, Brajadulal Chattopadhyaya, Amalananda Ghosh. Archaeology and history: essays in memory of Shri A. Ghosh, Том 1. — Agam Kala Prakashan, 1987. — 736 с.[9]